# Бурейдж
Бурейдж или же Бурей (араб. البريج‎) — лагерь палестинских беженцев в центральной части сектора Газа в провинции Дейр-эль-Балах. Площадь лагеря 529 дунумов, в 2017 году в нём проживало 28 024 человек. По данным переписи 2017 года Палестинского центрального статистического бюро, в окружающем муниципалитете Бурейдж (без самого лагеря) проживало 15 491 человек

## Население
Население, по данным статистики 1995 года, составляло около 23 820 человек внутри лагеря, а вне лагеря — 14 990 человек. Население родом из Беэр-Шевы из племени Ханаджира.

## Образование и медицина
В лагере имеется восемь школ, в том числе шесть начальных и две средние школы. Уровень здоровья низкий, как и в других лагерях беженцев.

## Палестино-израильский конфликт

### Рейд 1953 года
Согласно отчету ООН, в ночь на 28 августа 1953 года в окна хижин в Бурейдже, в которых спали беженцы, были брошены бомбы, а при бегстве они подверглись нападению из стрелкового и автоматического оружия. По словам Гелбера, через месяц после начала тренировок отряда 101 «патруль отряда проник в сектор Газа в качестве учений, столкнулся с [палестинцами] в лагере беженцев аль-Бурейдж, открыл огонь, чтобы спастись, и ушел, оставив за плечами около 30 убитых арабов и десятки раненых». По словам Азми Бишары, 43 палестинских мирных жителя, среди них семь женщин, были убиты и 22 ранены. В докладе Смешанной комиссии по перемирию указано, что общее число погибших составило 20, 27 серьёзно раненых и 35 менее серьёзно раненых. В отряде 101 было ранено двое солдат. Ариэль Шарон, лично руководивший нападением, написал в своем отчете:
«Противник открыл по мне огонь с северо-запада… Я решил, что лучше пройти через лагерь и выскользнуть на другую сторону, чем возвращаться тем же путем, которым пришел, потому что посевы, сады, колючая проволока и охрана мешали двигаться в этом направлении трудно… Я также решил, что наступательные действия лучше, чем создавать впечатление, что мы пытаемся бежать… Поэтому я вторгся в лагерь со своей группой»

Рейд был резко осужден Смешанной комиссией по перемирию, которая назвала его «ужасным случаем преднамеренного массового убийства», рейд подвергся публичной критике в израильском кабинете министров, по крайней мере, со стороны одного министра. Смешанная комиссия по перемирию на экстренном заседании большинством голосов приняла резолюцию, согласно которой нападение было совершено группой вооруженных израильтян. Генерал-майор Беннике, начальник штаба Орган Организации Объединённый Наций по наблюжению за перемирием заявил, что «ввиду того факта, что четверть жалоб Израиля в течение предыдущих четырёх недель касалась проникновения в этот район», вероятно, что вероятным объяснением было « безжалостный репрессивный рейд»

### Убийства и рейд 1990 года
22 августа 1988 года Хани аль-Шами из Бурейджа был убит израильскими солдатами из бригады Гивати. Махер Махмуд аль-Макадма был застрелен солдатами ЦАХАЛа во время рисования лозунгов 4 октября 1989 года. 20 сентября 1990 года израильский солдат Амнон Поммеранц свернул не туда (в Бурейдж), и запаниковал, когда его бросили камнями. Потом он сбил и ранил двоих детей в фургоне при движении задним ходом, случайно протаранил мечеть, а затем выбрался, положил винтовку и молил о пощаде. Ему пришлось вернуться в машину, чтобы защититься от камней, и он потерял сознание. Трое молодых людей облили машину бензином и подожгли, в результате чего Поммеранц сгорел. Виновные были идентифицированы по фотографиям, и один из них сдался, когда Шабак похитил его 5-летнего брата и пригрозил отправить мальчика в лагерь для задержанных, где его изнасилуют, если его старший брат не сдастся. В ответ большая часть лагеря Бурейдж была снесена бульдозером в качестве меры коллективного наказания
27 февраля 2008 года в лагере произошло внесудебное убийство.

### Арест палестинцев в 2002 году
11 марта 2002 года произошла массовая облава на палестинцев, когда танки вошли в лагерь беженцев Бурейдж, в результате чего погибли два человека. В результате рейда ЦАХАЛа 6 декабря 2002 года израильских танков и боевых вертолётов погибло 10 человек. Расследование ООН показало, что восемь из погибших в результате нападения были безоружными гражданскими лицами. Из них двое были сотрудниками ООН. 6 марта 2004 года израильский рейдовый отряд попал в засаду и подвергся обстрелу.

### Рейд 2007 года
Рейд ЦАХАЛ на лагерь беженцев Бурейдж в июле 2007 года с участием примерно 10 танков и двух бульдозеров при поддержке вертолётов попал в засаду, устроенную членами вооруженного крыла Хамаса, бригад Изз ад-Дина аль-Кассама, убив солдата ЦАХАЛа. 6 октября 2007 г. израильские войска, ворвавшиеся в восточную часть лагеря под прикрытием израильской авиации, привели к вооруженным столкновениям в лагере

### Операция Литой свинец
Во время израильского обстрела сектора Газа в январе 2009 года десять человек были ранены в медицинском центре ООН в лагере беженцев Бурейдж, четыре человека убиты, а ещё 16 ранены на рынке

### Вторжение Израиля в сектор Газа
В январе 2024 года израильская армия ЦАХАЛ, в рамках вторжения в сектор Газа, окружила лагерь со всех сторон .

## История
Лагерь был основан в 1949 году на площади 528 дунамов, которая позже была уменьшена до 478 дунамов. Он расположен к югу от города Газа и является одним из самых отдаленных лагерей в секторе Газа. Он граничит на западе с лагерем Нусейрат, на юге с лагерем Магази. Лагерь был основан на землях, принадлежащих племени Ханаджира, где «агентство» начало строительство первоначальных жилищ из кирпича, черепицы и жести. По мере увеличения населения лагерь начал расширяться, и причина, по которой ему было дано такое название, заключалась в башне, которая расположена рядом с лагерем.
В лагере проживало 13 000 палестинцев из обширной территории Газы. Небольшой процент беженцев был размещен в казармах британской армии, но большая часть из них разместилась в палатках. В 1950 году БАПОР построило бетонные дома вместо палаток.
Большинство беженцев сегодня, как и те, кто сегодня находится в большинстве лагерей в секторе Газа, живут в густонаселенных зданиях. В лагере нет канализации, и большая часть отходов скапливается в Вади-Газа, ручье к северу от лагеря, и в результате представляет опасность для здоровья. Большую часть воды в лагерь до войны 2023 года поставляла израильская водопроводная компания.

## Образование
В Бурейдже шесть начальных и две средние школы, в которых на конец 2004 года обучалось 9 306 учеников. Все школы находятся в ведении БАПОР.